# Estudi de casos i controls

Un estudi de casos i controls és un tipus d'estudi observacional en el qual dos grups existents que difereixen en el resultat són identificats i comparats sobre la base d'algun suposat atribut causal.
Els estudis de casos i controls s'utilitzen sovint per identificar factors que poden contribuir a una afecció mèdica mitjançant la comparació dels subjectes que tenen aquesta condició/malaltia (els «casos») amb pacients que no tenen la condició/malaltia però que d'altra manera són similars (els «controls»). Requereixen menys recursos però proporcionen menys evidència de inferència causal que una prova controlada aleatòria. Només obtenim una oportunitat relativa d'un estudi de casos i controls que és una mesura de força d'associació inferior en comparació amb el risc relatiu.